# 冬木冬樹
冬木 冬樹（ふゆき ふゆき）は、日本のライトノベル作家。

## 来歴
2010年に『狐の百物語』と『魔法少女☆仮免許』で第6回MF文庫Jライトノベル新人賞佳作を受賞、2010年に『かんなぎ家のひとびと』で第2回GA文庫大賞奨励賞を受賞。2010年にGA文庫から『かんなぎ家へようこそ!』でデビュー。『かんなぎ家へようこそ!』は2011年にドラマCD化された。

## 作品リスト

### 小説
- かんなぎ家へようこそ!（SBクリエイティブ、GA文庫）
  - 全4巻（2010年 - 2011年）
- ふぉっくすている?（メディアファクトリー、MF文庫J）
  - 全6巻（2010年 - 2012年）
- 魔法少女☆仮免許（メディアファクトリー、MF文庫J）
  - 全3巻（2010年 - 2011年）
- お台場駐屯基地の妖精 ストライク・プリンセス (KADOKAWA、角川スニーカー文庫)
  - 全2巻（2013年 - 2014年）
- 無気力勇者と知りたがり魔王 (メディアファクトリー、MF文庫J)
  - 全3巻（2012年）
- 殺意と調和のダストシャングリラ (KADOKWA、角川スニーカー文庫)
  - 全2巻（2014年 - 2015年）